# کبوتردریایی‌های بزرگ
کبوتردریایی‌های بزرگ (نام علمی: Calonectris) نام یک سرده از تیره کبوتردریاییان است.